# 이탈리아 문화원
이탈리아 문화원(이탈리아文化院, 이탈리아어: Istituto Italiano di Cultura)은 이탈리아의 비영리 단체로, 이탈리아 정부에 의해 설립된 공적인 국제 문화 교류 기관이며 각국의 이탈리아어 보급과 이탈리아과 외국 간 교육·문화 교류를 목적으로 하고 있다.

## 같이 보기
- 공공외교
- 영국 문화원
- 독일 문화원
- 세르반테스 문화원